# Чепмен, Роджер
Роджер Чепмен (англ. Roger Chapman; род. 8 апреля 1942, Лестер) — британский певец, музыкант и композитор. Наиболее известен как участник группы Family (в период 1966 – 1973), а также основанной им позднее группы Streetwalkers (англ. Streetwalkers) (1974 – 1977). 
Его своеобразное зрелищное мастерство во время выступлений и вибрирующий голос (который, по выражению одного из критиков, «мог убить небольшого зверька в радиусе сотни метров») сделали его культовой фигурой на британской рок-сцене. Один из критиков назвал вокальный стиль Чепмена «электрическим блеянием», другой охарактеризовал его формулой: Боб Дилан + Марк Болан.

## Дискография

### Альбомы с Family
- См. Family#Дискография

### Альбомы с Streetwalkers
- Streetwalkers (1974)
- Downtown Flyers (1975)
- Red Card (1976)
- Vicious But Fair (1977)
- Streetwalkers Live (1977)
- Best of Streetwalkers (1990)
- BBC Radio One Live (1995)

### Сольные альбомы
- Chappo (1979)
- Live in Hamburg (1979)
- Mail Order Magic (1980)
- Hyenas Only Laugh For Fun (1981)

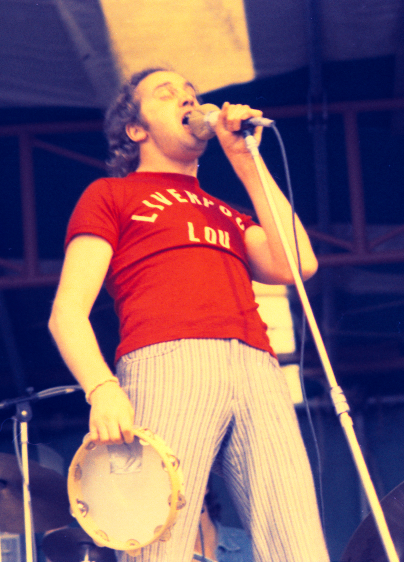
Роджер Чепмен в 1974 году.

- The Riffburglar Album (Funny Cider Sessions) (1982)
- He Was... She Was... You Was... We Was... (Double, Live) (1982)
- Swag (as the Riffburglars) (1983)
- Mango Crazy (1983)
- The Shadow Knows (1984)
- Zipper (1986)
- Techno Prisoners (1987)
- Live in Berlin (1989)
- Walking The Cat (1989)
- Strong Songs – The Best Of ... (1990)
- Hybrid and Lowdown (1990)
- Kick It Back (UK compilation) (1990)
- Under No Obligation (1992)
- King of the Shouters (1994)
- Kiss My Soul (1996)
- A Turn Unstoned? (1998)
- Anthology 1979–98 (1998)
- In My Own Time (live) (1999)
- Rollin' & Tumblin (live) Mystic (2001)
- Chappo-The Loft Tapes, Volume 1: Manchester University 10.3.1979  Mystic (2006)
- Chappo-The Loft Tapes, Volume 2: Rostock 1983  Mystic (2006)
- Chappo-The Loft Tapes, Volume 3: London Dingwalls 15 April 1996 Mystic (2006)
- Chappo-The Loft Tapes, Volume 4: Live at Unca Po's Hamburg 5.3.1982  Mystic (2006)
- One More Time For Peace  Mystic (2007)
- Hide Go Seek Hypertension Records (2009)
- First Cut: Chapman-Whitney Streetwalkers, digital rerelease Mystic Records (2010)
- Live at Rockpalast Markthalle Hamburg 1979 (2014)
- Live at Grugahalle Essen 1981 (2014)
- Maybe the last time (live 2012)
- Life In The Pond (2021)